# Motavita
Motavita est une municipalité située dans le département de Boyacá, en Colombie.